# 1. československá divize
1. československá divize (1ère division tchécoslovaque) byla divize československé exilové vlády složená z českých a slovenských uprchlíků z území tehdejšího Německa, Protektorátu Čechy a Morava a Slovenského štátu, která začala vznikat během ledna 1940 v městě Agde na jihu Francie. Díky přesunu některých vojáků z cizinecké legie bylo v květnu téhož roku v táboře nashromážděno okolo 11 tisíc vojáků. Avšak divize nebyla plně vyzbrojená a většina zbraní pocházela ještě z období první světové války, což významně snižovalo její kvalitu. V době výcviku byla Francie napadena Němci, kteří prošli přes Belgii, a tak byla nedocvičená divize přesunuta do obranných bojů na řece Loiře. Jako celek nebyla divize bojeschopná, takže se do bojů zapojily pouze nejlépe vycvičené 1. a 2. pěší pluky. Po kapitulaci Francie se roztroušené zbytky divize vydaly k pobřeží, většina k přístavu Sète, kam se vydala i část britského expedičního sboru. Po složitých jednáních byly zbytky divize převezeny do Anglie.
V srpnu roku 1940 došlo k reorganizaci a přejmenování na 1. československou smíšenou brigádu. Ta byla v roce 1943 přeměněna na Československou samostatnou obrněnou brigádu.